# Молсид, Элвуд Уэнделл
Элвуд Уэнделл Молсид (англ. Elwood Wendell Molseed, 1938—1967) — американский ботаник и энтомолог, специалист по таксономии семейства Ирисовые.

## Биография
Элвуд Уэнделл Молсид родился 5 августа 1938 года. Учился в Университете Сан-Франциско, затем перешёл в Калифорнийский университет в Беркли. Был адъюнкт-профессором ботаники Университета Сан-Франциско. Молсид умер от рака 4 апреля 1967 года в возрасте 28 лет.
Молсид был специалистом по растениям семейства Ирисовые, в частности, по роду Тигридия, произрастающим в Мексике и Центральной Америке, а также по насекомым, опыляющим эти растения.

## Растения, названные в честь Э. У. Молсида
- Arracacia molseedii Mathias & Constance, 1968